# サラ・ウェイン・キャリーズ
サラ・ウェイン・キャリーズ（Sarah Wayne Callies, 1977年6月1日 - ）はアメリカ合衆国イリノイ州出身の女優である。

## 来歴
大学教授の両親の娘で、イリノイ州で生まれ、1歳の時にハワイのホノルルへ引っ越す。父親が立命館大学で短期間教鞭を取った事があり、それに伴って14歳の時に日本を訪れているという。高校卒業後にハノーバーのダートマス大学で学ぶ傍ら演劇にも携わり、さらにDenver's National Theater Conservatoryでも学ぶ。その後ニューヨークに移り、2003年にNBCのドラマQueens Supremeに出演するチャンスを掴む。
2005年からはテレビシリーズ『プリズン・ブレイク」にて、サラ・タンクレディ役で出演していたが、家族との時間が取れなくなったことや妊娠を理由に2007年に降板した。そのため、シーズン3にサラの出演部分が無くなったことに対する違和感を生じさせないようストーリー自体が変更された。その後同番組のシーズン4で復帰した。
2010年からはテレビシリーズ『ウォーキング・デッド』で主人公の妻ローリ役を演じており、初の母親役である。 

### プライベート
2005年6月21日に、大学時代の同級生である一般人男性のJoshua Winterhaltと結婚した。2007年7月女児を出産 。

## 人物
目標とする女優はメリル・ストリープで、監督が演技のできる女優を求めている時に「サラに電話しよう」と言ってもらえる存在になりたいと語っている。
ゾンビ作品に出演しているが、ホラーは大の苦手にしており、コメディ色の強い映画『ゾンビランド』も見られないという。

## フィルモグラフィー

### 映画
| 年   | 邦題/原題                                          | 役名             | 備考 |
| ---- | -------------------------------------------------- | ---------------- | ---- |
| 2006 | 聖なる予言 The Celestine Prophecy                  | マージョリー     |      |
| 2007 | Whisper                                            | ロザンヌ         |      |
| 2008 | Bittersweet                                        | ロビン           |      |
| 2010 | Lullaby for Pi                                     | ジョセフィン     |      |
| 2011 | フェイシズ Faces in the Crowd                      | フランシーン     |      |
| 2011 | Black Gold                                         | ケイト・サマーズ |      |
| 2011 | Foreverland                                        | フラン           |      |
| 2012 | Black November                                     | ケイト・サマーズ |      |
| 2014 | イントゥ・ザ・ストーム Into the Storm              | アリソン         |      |
| 2015 | ペイ・ザ・ゴースト ハロウィンの生贄 Pay the Ghost  | クリスティン     |      |
| 2016 | アザー・サイド 死者の扉 The Other Side of the Door | マリア           |      |
| 2017 | スーサイド・ライブ This Is Your Death              | カリナ           |      |

### テレビ
| 年             | 邦題/原題                                                  | 役名                          | 備考                                                      |
| -------------- | ---------------------------------------------------------- | ----------------------------- | --------------------------------------------------------- |
| 2003           | LAW & ORDER:性犯罪特捜班 Law & Order: Special Victims Unit | ジェニー・ロッチスター        | 計1話出演                                                 |
| 2003           | Dragnet                                                    | ケイトリン・ランダル (ケイト) | 計1話出演                                                 |
| 2003           | Queens Supreme                                             | ケイト・オマリー              | 計5話出演                                                 |
| 2003           | Tarzan                                                     | ジェーン・ポーター            | 計9話出演                                                 |
| 2004           | The Secret Service                                         | ラウラ・ケリー                | テレビ映画                                                |
| 2005           | NUMBERS 天才数学者の事件ファイル Numb3rs                   | キム・ホール                  | 計1話出演                                                 |
| 2005-2009,2017 | プリズン・ブレイク Prison Break                            | サラ・タンクレディ            | 計76話出演                                                |
| 2010           | Dr.HOUSE House                                             | ジュリア                      | 計1話出演                                                 |
| 2010           | 塔の上のラプンツェル Tangled                               | クロエ / サリー               | テレビ映画                                                |
| 2010-2013,2018 | ウォーキング・デッド The Walking Dead                      | ローリ・グライムズ            | シーズン1-3：メイン・キャスト シーズン9：ボイス・キャスト |
| 2016-2018      | COLONY/コロニー Colony                                     | ケイティ・ボーマン            | 計36話出演 ディレクター(計1話)                            |
| 2017           | ロング・ロード・ホーム The Long Road Home                  | リアン・ボレスキー            | ミニシリーズ 計6話出演                                    |
| 2017           | ロボットチキン Robot Chicken                               | ローリ・グライムズ            | 声の出演 計1話出演                                        |
| 2018-2019      | Letterkenny                                                | アニータ・ダック              | 計2話出演                                                 |
| 2019           | Unspeakable                                                | マーガレット・サンダーズ      | ミニシリーズ 計8話出演 ディレクター(計1話)                |
| 2020           | Council of Dads                                            | ロビン・ペリー                | 計2話出演                                                 |